# ريباتيجادا
ريباتيجادا (بالإنجليزية: Ribatejada)‏ هي بلدية ومدينة في منطقة الحكم الذاتي وتقع في منطقة مدريد في وسط إسبانيا. تبلغ مساحة هذه المدينة 31.82 (كم²)، ويبلغ عدد سكانها 656 نسمة حسب إحصاء سنة 2010 م.